# Rome (département)
Pour les articles homonymes, voir Rome (homonymie).
Département du Tibre
(it) Dipartimento di Roma
1809–1814
Entités précédentes :
- États pontificaux

Entités suivantes :
- États pontificaux

Le département de Rome était un ancien département français d'Italie dont le chef-lieu était la ville de Rome. Le 17 février 1810, le département du Tibre, créé le 15 juillet 1809, prit le nom de département de Rome. Il lui a été attribué le numéro 116 dans la liste des 130 départements français de 1811

## Histoire
Napoléon donna à son fils le titre de « roi de Rome ».

## Subdivisions
Le département de Rome était divisé en six arrondissements :
- arrondissement de Rome divisé en quatorze cantons : Bracciano, Civita-Vecchia, Frascati, Marino, Morlupo, Rome (neuf cantons) ;
- arrondissement de Frosinone divisé en quatorze cantons : Alatri, Anagni, Ceccano, Ceprano, Ferentino, Filettino, Frosinone, Guarcino, Monte San Giovanni, Prossedi, Ripi, Supino, Vallecorsa, Veroli ;
- arrondissement de Rieti divisé en dix cantons : Canemorto, Contigliano, Magliano, Narni, Poggio-Mirteto, Poggio-Nativo, Rieti (deux cantons), Stroncone, Torri ;
- arrondissement de Tivoli divisé en sept cantons : Anticoli, Olevano, Palestrina, Palombara, Subiaco, Tivoli, Vicovaro ;
- arrondissement de Velletri divisé en onze cantons : Albano, Cori, Genzano, Paliano, Piperno, Segni, Sermoneta, Sezze, Terracine, Valmontone, Velletri ;
- arrondissement de Viterbe divisé en quinze cantons : Bagnoregio, Canino, Caprarola, Civita Castellana, Corneto, Montefiascone, Orte, Ronciglione, Saint-Oreste, Soriano, Toscanella, Valentano, Vetralla, Vignanello, Viterbe.

## Liste des préfets
| Période          | Période      | Identité                                               | Fonction précédente                              | Observation                                                                              |
| ---------------- | ------------ | ------------------------------------------------------ | ------------------------------------------------ | ---------------------------------------------------------------------------------------- |
| 6 septembre 1809 | janvier 1814 | Philippe Camille Casimir Marcellin de Tournon-Simiane, | Auditeur au Conseil d'État Intendant de Bayreuth | Préfet de la Gironde (seconde Restauration) Préfet du Rhône (1822) Pair de France (1824) |